# Gaur (Nepal)
Gaur (Nepali गौर) ist eine Stadt (Munizipalität) im Terai in Nepal.
Gaur ist Verwaltungssitz des Distriktes Rautahat in der Provinz Madhesh unmittelbar an der indischen Grenze. Der Fluss Bagmati strömt östlich von Gaur nach Süden.
Das Stadtgebiet umfasst 21,53 km².

## Einwohner
Bei der Volkszählung 2011 hatte die Stadt Gaur 34.937 Einwohner (davon 18.290 männlich) in 5635 Haushalten.